# 平潭综合实验区
25°30′15″N 119°47′08″E / 25.5043°N 119.7855°E
福建省平潭综合实验区，简称平潭综合实验区或平潭实验区，是福建省下属的一个综合实验区，位于福建省福州市平潭县。

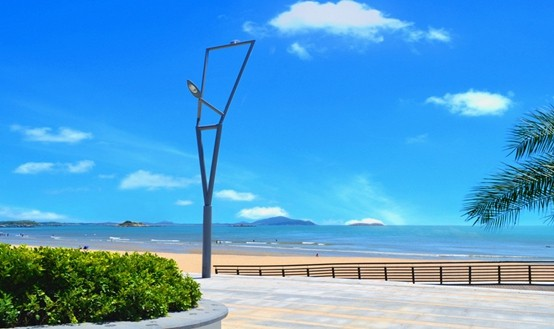
龙凤头海滨浴场

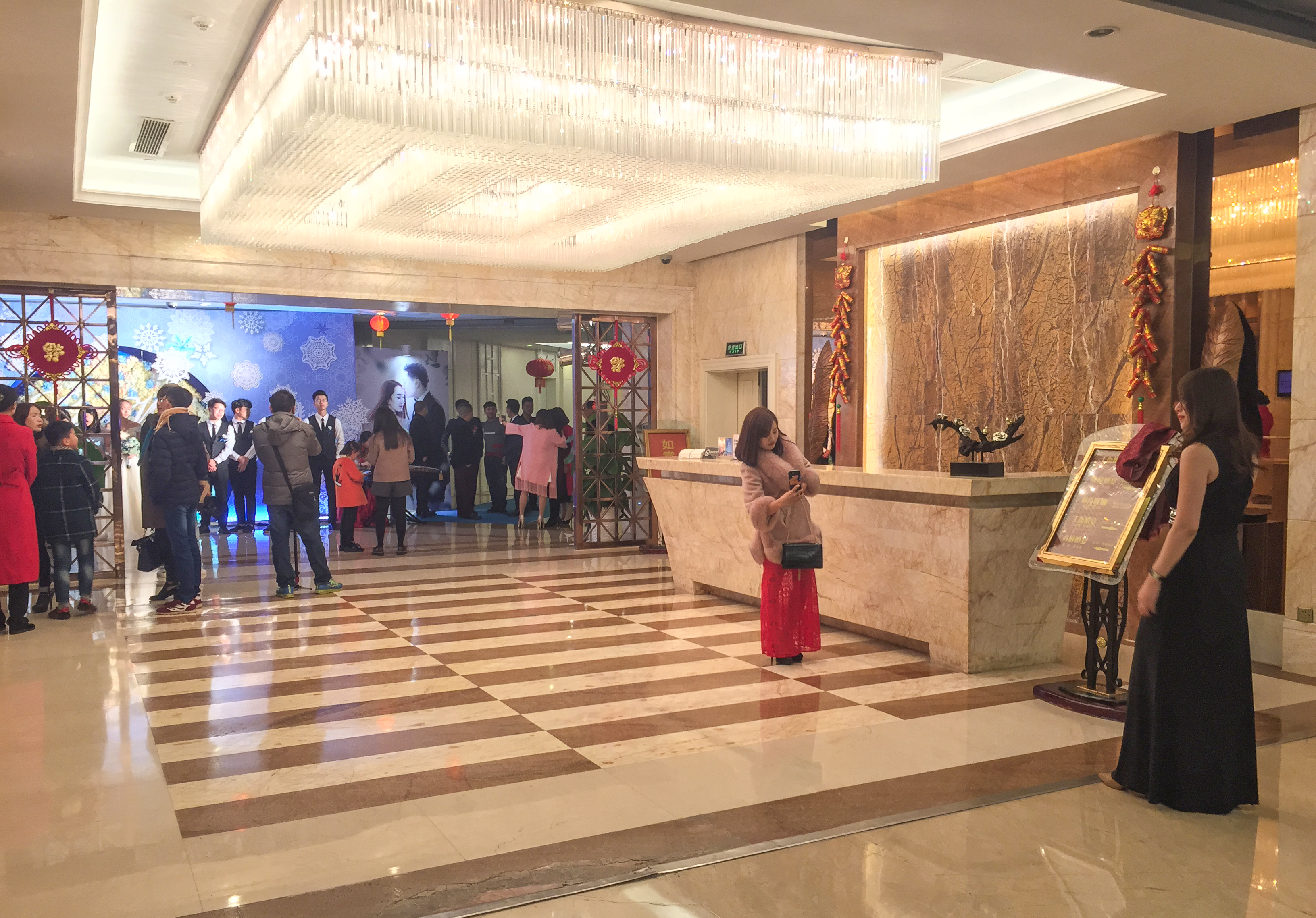
海壇榮耀大酒店

2009年7月，福州市人民政府在平潭县设立“福州（平潭）综合实验区”。2012年，更名为“福建省平潭综合实验区”。2013年7月，平潭实验区取得行使设区市的管理权限，不再是福州市政府的下属机构，改归福建省政府直属。平潭由126个島嶼組成，主島海坛岛面積271平方公里，為中华人民共和国法律上的第五大島嶼（實際管轄為第四大），同時其為中國大陸離臺灣最近的陸地。2009年5月14日，国务院正式下发《关于支持福建省加快建设海峡西岸经济区的若干意见》，海西經濟特區建设从区域战略上升为国家战略。同年7月底召开的福建省委八届六次全会上正式作出了设立福州（平潭）综合实验区的决定，建立两岸更加紧密合作交流的区域平台，決議把平潭建设成为探索两岸合作新模式的示范区。

## 历史
2009年，中华人民共和国国务院发表了《关于支持福建省加快建设海峡西岸经济区的若干意见》，随后在福建省委八届六次全会宣布“平潭综合实验区”正式成立。国务院总理温家宝在十一届全国人大五次会议上作政府工作报告时指出，要全面深化经济金融合作，推动两岸经济合作框架协议后续商谈取得新进展;加快海峡西岸经济区建设;积极扩大各界往来，开展文化、教育等交流。之後福建对平潭投资逐年增长，由2010年的100亿元人民币到2011年的303亿元，十二五規劃期间更将达到2500亿元的规模。
2011年起平潭綜合實驗區管委會開始招聘台灣專才前往，並以區管委會副主任、區經濟發展局副局長...等職務徵人，年薪皆達台幣數百萬，中華民國政府則表示依現行法規若是中華民國國民前往大陸任官職為非法，會被處以罰金。
2014年3月中共福建省委副书记、福建省人民政府省长苏树林表示，平潭作为对台先行先试区，不能复制大陆任何一个地区或城市的模式，必须开创出属于福建的平潭符号。苏树林说“海西建设离不开平潭，而平潭最突出的就是对台”，除了建设面积达18平方公里的两岸区域金融中心外，平潭还将重点培养石化、汽车、电子、精密制造等10家年销售收入超百亿的台资企业，并打造闽台合作石化、信息产业超千亿产业集群。
中国平潭海洋公司於2011年上市美國那斯達克（NASDAQ：PME），該公司專營深海漁業現有中國最大捕撈型船隊。
2017年的报道称，台籍人士除医疗、养老保险进入大陆体系外，在行政、医疗等亦享受超国民待遇。主政平潭的平潭综合实验区党工委书记张兆民更主张对台籍人士“高看一等，厚爱一筹，宁可我们没有，也要台胞优先。”，公开要求大陆民众为台籍人士放弃自身权益。2018年英國BBC認為：「事隔多年平潭硬體建設有所進展，免稅市場、創意園等簇新建築都已經落成營運，但島上人煙仍然稀少連打車都不太容易。有曾經對平潭雄心壯志的台商抵受不住經營艱難，舉手投降、黯然撒出。」
2018年9月島上首家醫學中心級醫院，福建醫大附屬平潭協和醫院開幕，屬於三甲醫院，此前島上僅有平潭縣醫院和平潭縣中醫院兩間較大院所，其餘皆是診所或公家的衛生所。
2019年四月，平潭港金井港区第一期完工開放，總计划建貨物仓储设施2.8万平方米，其中食品冷链仓储0.52万平方米。平潭借區位優勢積極開發對台和南亞跨境电子商務行業，市中心跨境电商大樓已經2015年完工，《平潭综合实验区跨境电子商务及国际快件产业奖补办法(试行)》于2019年1月1日生效。當年度對台灣的平潭口岸跨境电商快件进出口货值每季約在3億人民幣以上，每年以兩倍以上速度增長。2019年1月韓國瑜當選後平潭开通与高雄货运直航航线，实现“台湾水果当天采摘、次日大陆上市”的鮮度要求，金井港區二期將规划建设台湾农渔产品交易中心。

## 管辖范围

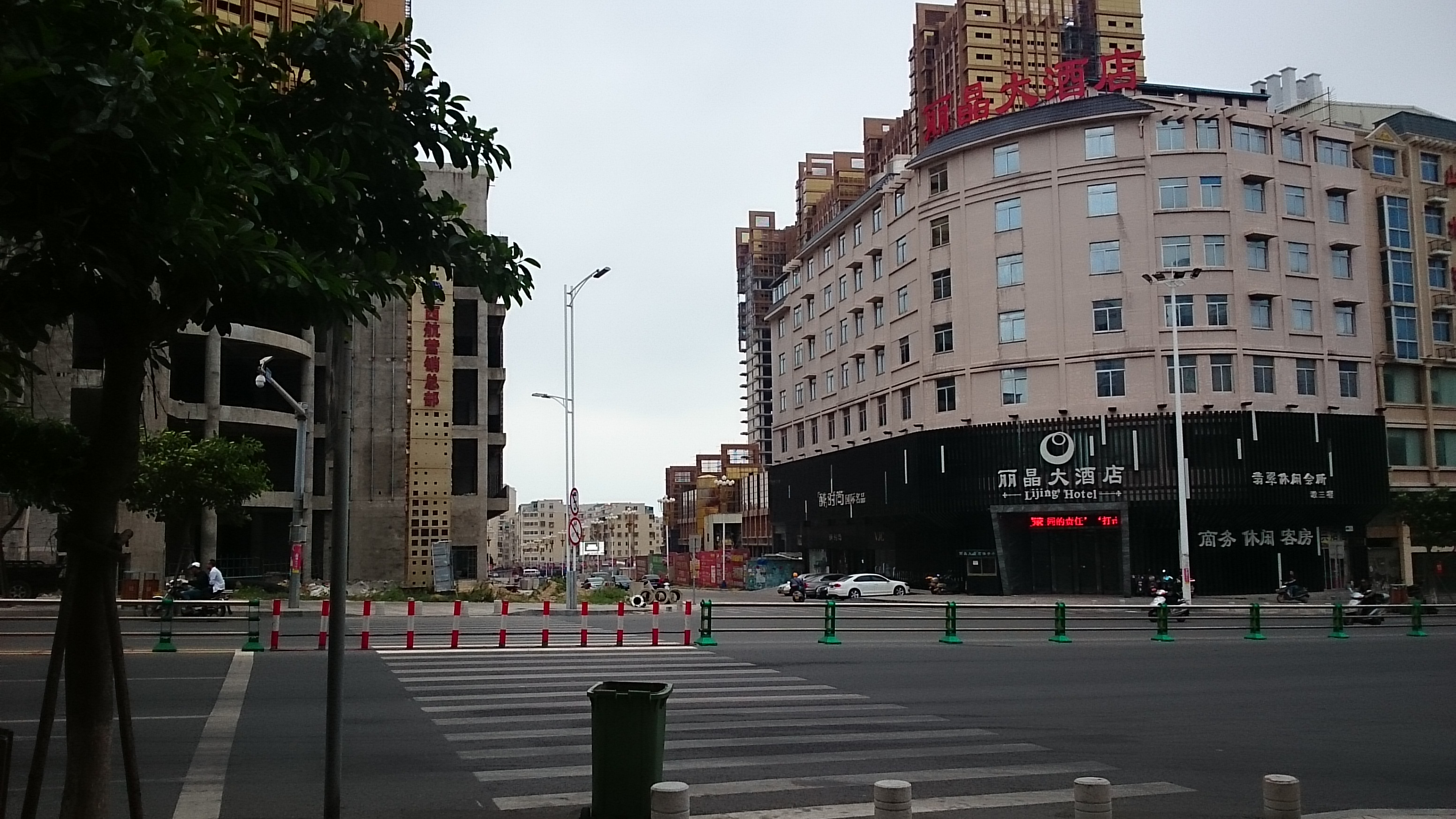
海坛岛上的麗晶酒店一帶

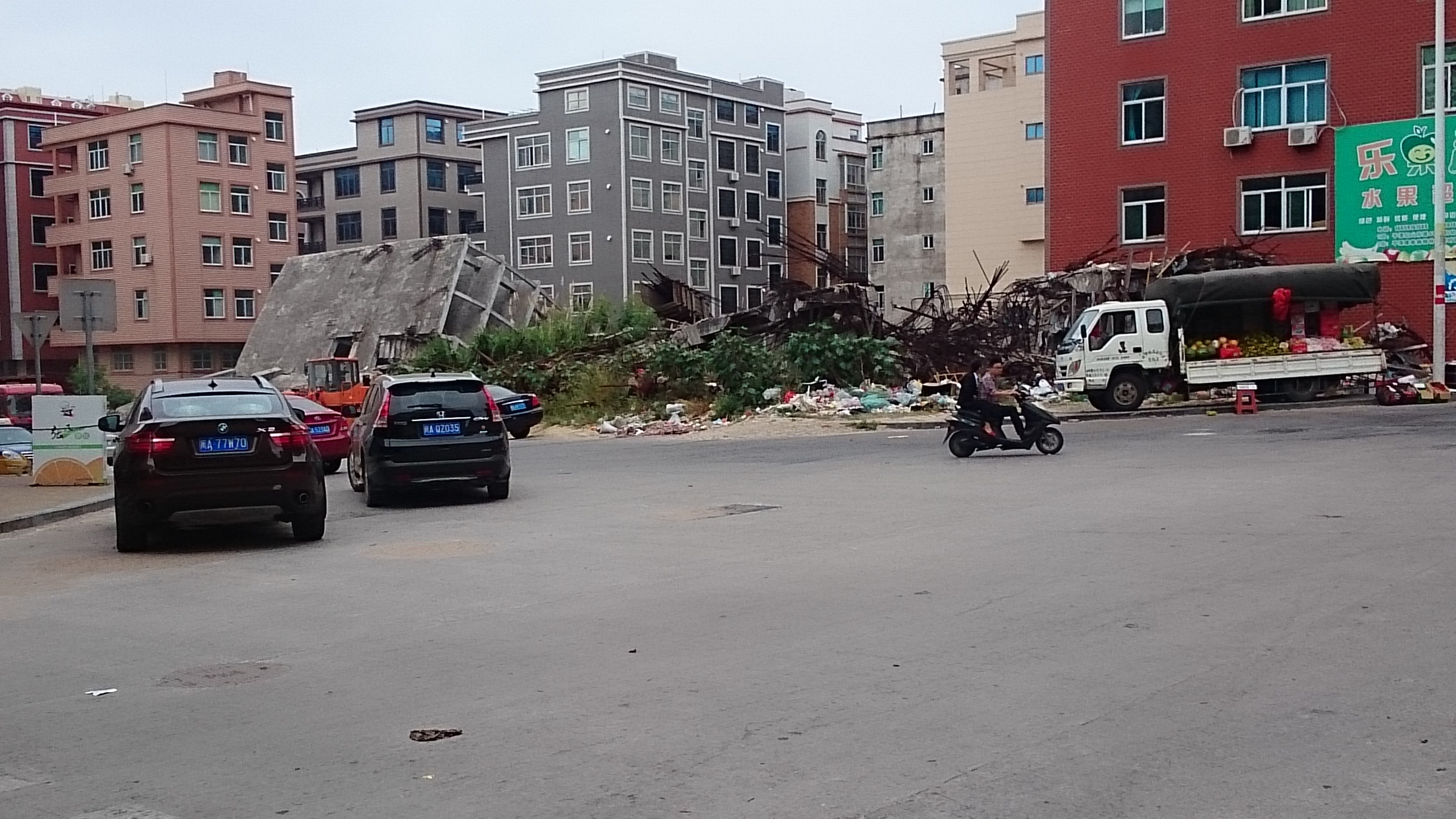
平潭實驗區都更區域

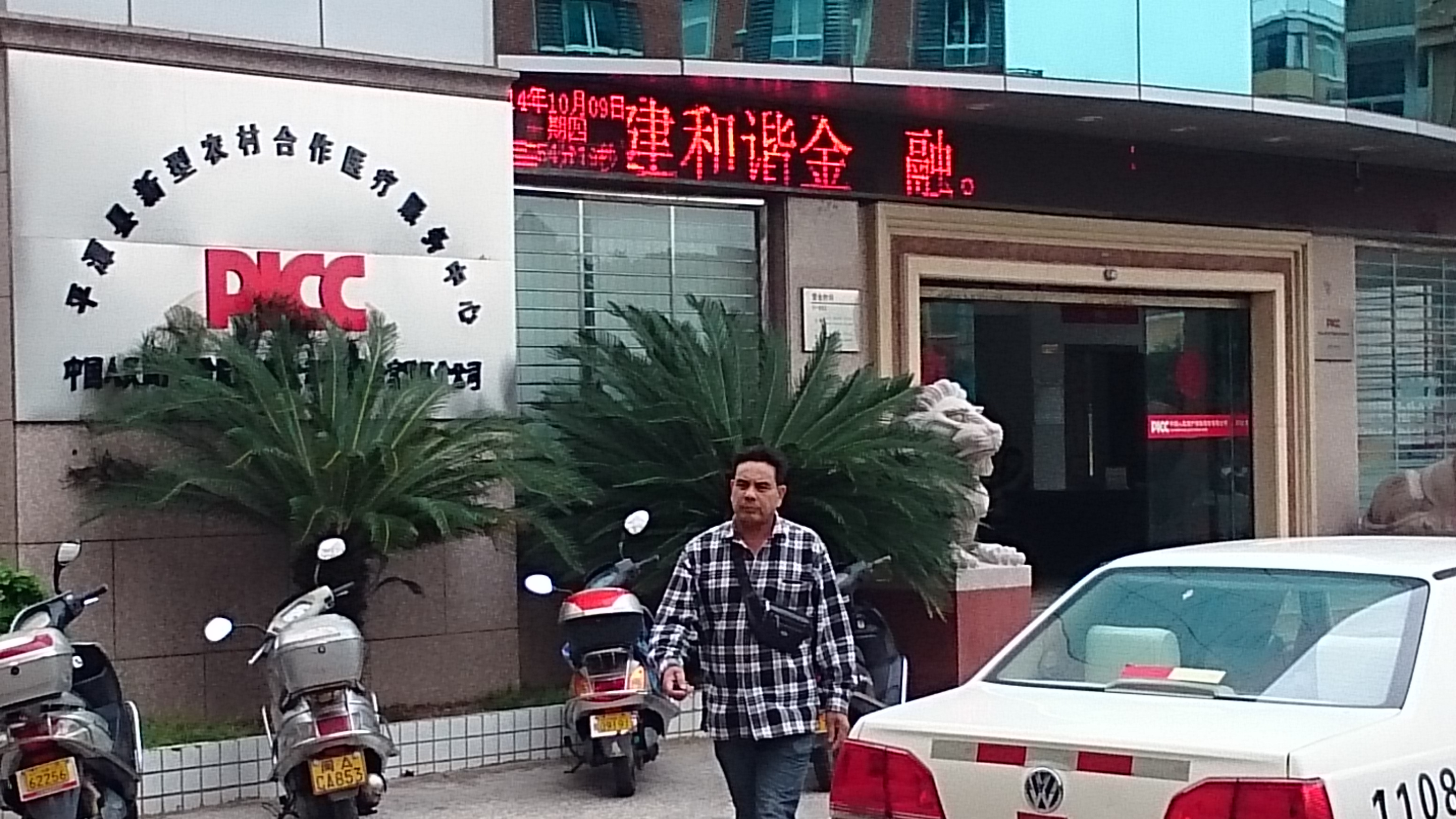
實驗區新農合醫療中心

### 面积
平潭综合实验区陆地面积371.91平方公里，主要土地为主岛海坛岛。

### 城市规划
- 中心商务区[12]
- 港口物流经贸区[12]
- 两岸商贸合作区
- 科技文教区[12]
- 国际旅游休闲区[12]
- 滨海新城区
- 科技文化创意园区
- 新兴产业区
- 新能源發展基礎項目（1300億元人民幣，規劃建設10座總裝機容量為600—1000萬千瓦的壓水堆核電廠、8座總裝機容量為800萬千瓦的清潔燃煤電廠、100萬千瓦的風電項目、潮汐能等電廠）

## 发展模式
福建省省长苏树林表示，平潭综合实验区是以“五个共同”、“三个放”来开发和治理，即：共同规划、共同开发、共同经营、共同管理、共同受益；三个放：放地、放权、放利。

## 制度

### 管理制度
社区、学校、医院、公共文化设施等都将设立台籍官员。2019年起平潭成为採用聯網身分認證平台全國首个試點城市(CTID平台)，允许民众利用使用一个二维码取代身分證和台胞居住證等證件，並連結諸多職業證照和學歷畢業證等，實現一碼在手展现社會身份。

### 通关制度
一线放宽、二线管住、人货分离、分类管理

### 税收政策
减免台籍投资租金；企业所得税和个人所得税优惠，由福建省人民政府补贴；设立口岸免税店。

### 货币制度
“双币制”，平潭综合实验区允许平潭的银行机构和台湾银行之间开立人民币同业往来账户和新台币同业往来账户；允许平潭符合条件的银行机构为境内外企业以及个人开人民币账户和新台币账户。

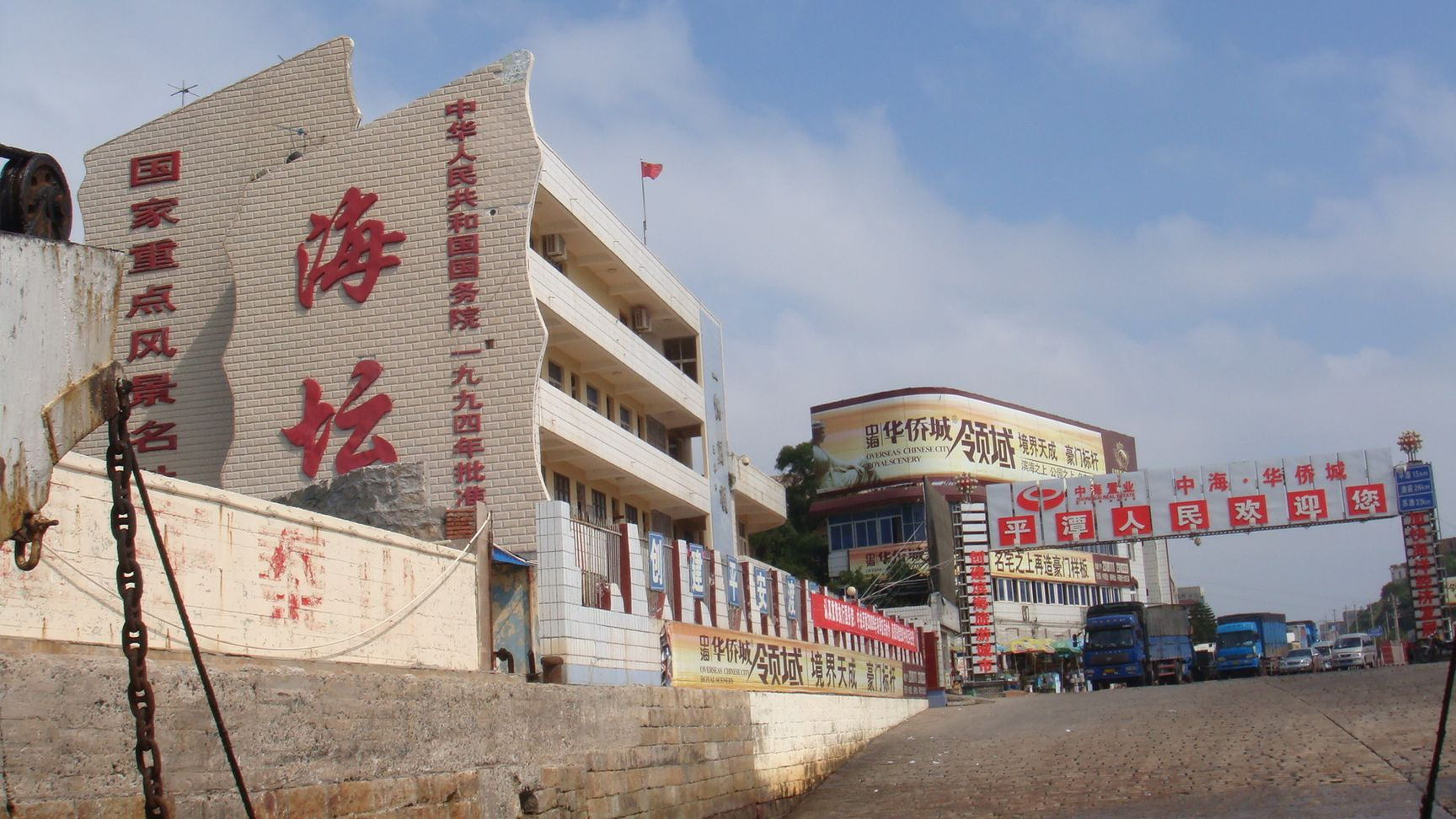
平潭娘宫码头(2009)

### 水路
海峡两岸的船舶可以直航，目前已经开通了「海峡号」和「丽娜号」客货滚装船，每周固定班次，分别往返：平潭--台北，平潭--台中。

### 公路
台湾机动车，可以在平潭综合实验区自由行驶。

### 鐵路
福平鐵路已於2013年底動工，其中包含世界首條高鐵跨海大橋-平潭海峽公鐵大橋，將高鐵直接拉至島上，2020年12月26日通车。

## 人力资源
平潭综合实验区实行“四个一千”的人才工程，即：“从2012年起，用5年时间，面向台湾引进1000名专才，面向海内外招聘1000名高层次人才，从省内选派1000名年轻干部到平潭工作，培养1000名实验区人才。”

## 评价

### 正面评价
时任中共中央台湾工作办公室主任王毅指出：“平潭实验区是一个经济项目，不是政治项目，也不是‘一国两制’项目，台湾没搞清楚是怎么回事。”这是中华人民共和国官方表态平潭综合实验区属于经济体系而不是政治体系。中共中央台办新闻发言人杨毅在回答记者问时说：“平潭综合实验区的开放开发是属于经济范畴的事，不是在进行‘一国两制’实验。平潭对所有境内外投资者开放，欢迎台湾同胞自愿参与，互利合作。”
新党主席郁慕明认为，平潭综合实验区“对台湾经济发展是一个机会，更是两岸交流由经济转向政治的试点”。他指出：“平潭实验区在大陆，不是在台湾，‘一国两制’不是台湾需要考虑的问题，况且在他们的领土上，接受我们的管理制度，有什么好怕的。”

### 负面评价
2012年，时任中华民国行政院院长陈冲表示：“平潭去年才改为特别市，当地面积只有300多平方公里，人口39万人，基础建设条件不完善，但口号喊得漂亮，目的不单纯。”中华民国大陆委员会副主任委员劉德勳表示：“不接受平潭实验区‘一国两制’原则，台湾中小企业别被误导。按照《两岸人民关系条例》，台湾人民若前往大陆担任公职将处以10万至50万元新台币罚款。”
2012年，前中华民国大陆委员会主任委员吴钊燮表示：“平潭岛是海西特区第一个试点，未来若发展成功，台湾恐怕失去存在价值；而且大陆想借海西特区把台湾矮化为地方政府，趁机推行‘一国两制’。”台联党主席黄昆辉表示：“平潭实验区是‘统一特区’，支持者就是‘统一中介商’和‘红色代言人’。”
香港《明报》报道指当地产业基础薄弱、市场不成熟、物流不便、民工荒问题，且当地城市规划和人文素养与台湾还有差距。
2018年，實地探訪的臺灣媒體換日綫將其形容為「像是個頭洗一半，不得不繼續拖延下去的專案。它既不到胎死腹中的毫無進展，卻也沒有真正做出成績」。